# Classique hivernale de la LNH 2020
Match précédent Match suivant
L'édition 2020 est la douzième édition de la Classique hivernale de la LNH, en anglais : 2020 NHL Winter Classic, une partie annuelle de hockey sur glace disputée à l’extérieur en Amérique du Nord. La partie a opposé les Stars de Dallas et les Predators de Nashville, le 1er janvier 2020. L'événement a eu lieu au Cotton Bowl, le domicile du First Responder Bowl, un match annuel d'après-saison régulière de football américain de niveau universitaire.

## Effectifs
| No | Joueur             | Position      |
| -- | ------------------ | ------------- |
| 2  | Jamieson Oleksiak  | Défenseur     |
| 3  | John Klingberg     | Défenseur     |
| 4  | Miro Heiskanen     | Défenseur     |
| 5  | Andrej Sekera      | Défenseur     |
| 10 | Corey Perry        | Ailier droit  |
| 11 | Andrew Cogliano    | Centre        |
| 12 | Radek Faksa        | Centre        |
| 13 | Mattias Janmark    | Centre        |
| 14 | Jamie Benn         | Ailier gauche |
| 15 | Blake Comeau       | Ailier gauche |
| 16 | Joe Pavelski       | Centre        |
| 18 | Jason Dickinson    | Centre        |
| 23 | Esa Lindell        | Défenseur     |
| 24 | Roope Hintz        | Ailier gauche |
| 30 | Benjamin Bishop    | Gardien       |
| 34 | Denis Gourianov    | Ailier droit  |
| 35 | Anton Khoudobine   | Gardien       |
| 45 | Roman Polák        | Défenseur     |
| 47 | Aleksandr Radoulov | Ailier droit  |
| 91 | Tyler Seguin       | Centre        |

| No | Joueur           | Position      |
| -- | ---------------- | ------------- |
| 4  | Ryan Ellis       | Défenseur     |
| 5  | Dan Hamhuis      | Défenseur     |
| 8  | Kyle Turris      | Centre        |
| 9  | Filip Forsberg   | Ailier gauche |
| 13 | Nick Bonino      | Centre        |
| 14 | Mattias Ekholm   | Défenseur     |
| 15 | Craig Smith      | Centre        |
| 19 | Calle Järnkrok   | Centre        |
| 23 | Rocco Grimaldi   | Centre        |
| 33 | Viktor Arvidsson | Ailier droit  |
| 35 | Pekka Rinne      | Gardien       |
| 42 | Colin Blackwell  | Centre        |
| 51 | Austin Watson    | Ailier gauche |
| 52 | Matt Irwin       | Défenseur     |
| 57 | Dante Fabbro     | Défenseur     |
| 59 | Roman Josi       | Défenseur     |
| 64 | Mikael Granlund  | Centre        |
| 74 | Juuse Saros      | Gardien       |
| 92 | Ryan Johansen    | Centre        |
| 95 | Matthew Duchene  | Centre        |

## Feuille de match
| 1er janvier 2020 | Nashville | 2-4 (2-0, 0-1, 0-3) | Dallas | Cotton Bowl 85 630 spectateurs |

| Feuille de match | Feuille de match                                                                    | Feuille de match        | Feuille de match | Feuille de match                     |
| ---------------- | ----------------------------------------------------------------------------------- | ----------------------- | --- | ------------------------------------ |
|                  | Duchene (Forsberg, Josi) — 5 min 46 s (SN) Fabbro (Duchene, Josi) — 7 min 36 s (SN) | 1-0 2-0 2-1 2-2 2-3 2-4 | Comeau (Dickinson, Lindell) — 38 min 52 s Janmark (Klingberg, Hintz) — 40 min 58 s (SN) Radoulov (Klingberg, Benn) — 45 min 6 s (SN) Sekera (Faksa, Janmark) — 46 min 35 s | Arbitrage : Steve Kozari Kyle Rehman |
| Pekka Rinne      | Gardiens                                                                            | Ben Bishop              | | Arbitrage : Steve Kozari Kyle Rehman |
| 8 min            | Pénalités                                                                           | 21 min                  | | Arbitrage : Steve Kozari Kyle Rehman |
| 33               | Tirs                                                                                | 35                      | | Arbitrage : Steve Kozari Kyle Rehman |